# Линься-Хуэйский автономный округ
Линься-Хуэйский автономный округ (кит. упр. 临夏回族自治州, пиньинь Línxià Huízú Zìzhìzhōu, сяоэрцзин: لٍشِا خُوِذُو ذِجِجِوْ‎) — автономный округ в провинции Ганьсу, Китай. Власти округа размещаются в городском уезде Линься.

## Название
Название Линься означает «перед рекой Дасяхэ».

## История
Во времена империи Цинь в этих местах был образован уезд Фухань (枹罕县). При империи Хань эти места вошли в состав округа Цзиньчэн (金城郡), и здесь был создан ряд новых уездов.
При империи Ранняя Лян в 344 году была создана область Хэчжоу (河州), власти которой разместились в административном центре уезда Фухань. При империи Западная Цинь в 412 году Цифу Чипань после того, как его отец был убит, перенёс в Фухань столицу и провозгласил себя правителем страны. При империи Северная Вэй в 445 году область Хэчжоу была расформирована, но в 492 году была создана вновь. При империи Западная Вэй был создан ещё и округ Фухань (枹罕郡); как власти округа Фухань, так и власти области Хэчжоу размещались в административном центре уезда Фухань.
При империи Суй в 583 году округ Фухань был расформирован, и уезд Фухань стал подчиняться напрямую области Хэчжоу. В 607 году область Хэчжоу была преобразована в округ Фухань.
После основания империи Тан в 618 году округ Фухань вновь стал областью Хэчжоу. В 742 году она была преобразована в округ Аньсян (安乡郡), но в 758 году вновь стала областью Хэчжоу.
После Синьхайской революции в Китае была проведена реформа структуры административно-территориального деления, и в 1913 году область Хэчжоу была преобразована в уезд Даохэ (导河县). В 1917 году был создан уезд Ниндин (宁定县). В 1929 году уезд Даохэ был переименован в уезд Линься (临夏县); в том же году из смежных частей территорий уездов Линься и Гаолань был создан уезд Юнцзин, а из смежных частей территорий уездов Линься и Линьтао — уезд Хэчжэн.
В 1940 году из уезда Линьтао был выделен уезд Канлэ.
В 1949 году был образован Специальный район Линься (临夏专区), состоящий из 8 уездов. В 1950 году урбанизированная часть уезда Линься была выделена в отдельный город Линься, а 25 сентября был образован Дунсянский автономный район (东乡自治区).
В 1953 году Линься стал городом провинциального подчинения; уезд Ниндин был преобразован в Гуантун-Хуэйский автономный район (广通回族自治区), из уезда Линьтань был выделен Ганьнань-Тибетский автономный округ; в название Дунсянского автономного района был добавлен иероглиф «национальный», и он стал писаться как 东乡族自治区. В 1955 году Гуантун-Хуэйский автономный район был преобразован в Гуантун-Хуэйский автономный уезд (广通回族自治县), а Дунсянский автономный район — в Дунсянский автономный уезд.
19 ноября 1956 года Специальный район Линься был преобразован в Линься-Хуэйский автономный район; Гуантун-Хуэйский автономный уезд был при этом преобразован в уезд Гуантун (广通县). В 1957 году уезд Гуантун был переименован в Гуанхэ. В 1958 году ряд уездов были объединены между собой, но в 1961 году они были воссозданы в прежних границах.
14 июня 1980 года постановлением Госсовета КНР из уезда Линься был выделен Цзишишань-Баоань-Дунсян-Саларский автономный уезд.

## Административно-территориальное устройство
Линься-Хуэйский автономный округ делится на 1 городской уезд, 5 уездов, 2 автономных уезда:
| Карта | Статус                                            | Название                       | Иероглифы                                       | Пиньинь | Площадь (км²) | Население (2010) |
| --- | ------------------------------------------------- | ------------------------------ | ----------------------------------------------- | ------- | ------------- | ---------------- |
| ① Уезд Линься Канлэ Юнцзин Гуанхэ Хэчжэн Дунсянский автономный уезд ② ③ ① Городской уезд Линься ② Цзишишань-Баоань-Дунсян-Саларский автономный уезд ③ Государственный заповедник Тайцзышань |                                                   |                                |                                                 |         |               |                  |
| Городской уезд | Линься                                            | 临夏市                         | Línxià shì                                      | 91      | 230 000       |                  |
| Уезд | Линься                                            | 临夏县                         | Línxià xiàn                                     | 1212    | 390 000       |                  |
| Уезд | Канлэ                                             | 康乐县                         | Kānglè xiàn                                     | 1083    | 270 000       |                  |
| Уезд | Юнцзин                                            | 永靖县                         | Yǒngjìng xiàn                                   | 1894    | 200 000       |                  |
| Уезд | Гуанхэ                                            | 广河县                         | Guǎnghé xiàn                                    | 538     | 240 000       |                  |
| Уезд | Хэчжэн                                            | 和政县                         | Hézhèng xiàn                                    | 960     | 200 000       |                  |
| Дунсянский автономный уезд | Дунсянский автономный уезд                        | 东乡族自治县                   | Dōngxiāngzú zìzhìxiàn                           |         |               |                  |
| Цзишишань-Баоань-Дунсян-Саларский автономный уезд | Цзишишань-Баоань-Дунсян-Саларский автономный уезд | 积石山保安族东乡族撒拉族自治县 | Jīshíshān bǎo'ānzú dōngxiāngzú sālāzú zìzhìxiàn |         |               |                  |

## Население
Согласно переписи 2020 года в округе проживало 2,437 млн человек. Более 50 % жителей составляют представители национальных меньшинств Китая — хуэй, тибетцы, салары, баоань, дунсяне и другие.

## Экономика
В округе развиты сельское хозяйство, цветоводство (особенно выращивание роз).